# Carl Bonde (1914–1988)
Carl Jedvard Carlsson Bonde, född 13 december 1914 i Stora Malms socken i Södermanlands län, död 18 april 1988 på Ericsbergs slott i Stora Malms församling i Södermanlands län, var en svensk friherre och hovjägmästare.

## Biografi
Bonde var son till förste hovjägmästare, friherre Carl Gotthard Bonde och Ingeborg Thott samt morbror till arkitekten Elizabeth Hatz. Han tog studentexamen 1934 och innehade Ericsbergs slotts fideikommiss från 1937. Bonde var hovjägmästare från 1953 och verkställande direktör för aktiebolaget Forssjö bruk. Han var ledamot av Stora Malms kommunfullmäktige 1943–1950 och från 1955 ordförande i civilförsvarsnämnden.
Bonde gifte sig 1940 med grevinnan Marianne Mörner af Morlanda (född 1918), dotter till major, greve Göran Mörner af Morlanda och Dorothy Bolinder. Han var far till Carl Göran (född 1941), Christina (född 1943), Eva (född 1945), Johan och Nils (födda 1949) samt Louise (född 1961).

## Utmärkelser och ledamotskap
- Riddare av Vasaorden (RVO)[5]
- Svenska jägareförbundet hedersmedalj i guld (SvJägFHmG)[5]
- Stormästare av Coldinuorden
- 1944: ledamot av Kungliga Samfundet för utgivande av handskrifter rörande Skandinaviens historia